# Chaerephon aloysiisabaudiae
Chaerephon aloysiisabaudiae (Festa, 1907) è un Pipistrello della famiglia dei Molossidi diffuso nell'Africa occidentale e centrale.

## Descrizione

### Dimensioni
Pipistrello di medie dimensioni, con la lunghezza totale tra 108 e 132 mm, la lunghezza dell'avambraccio tra 48 e 53 mm, la lunghezza della coda tra 34 e 46 mm, la lunghezza del piede tra 10 e 14 mm, la lunghezza delle orecchie tra 19 e 25 mm e un peso fino a 38 g.

### Aspetto
La pelliccia è corta, sparsa sulla nuca e che si estende sulla groppa fino all'uropatagio. Le parti dorsali variano dal marrone al bruno-ruggine scuro con talvolta delle chiazze biancastre, mentre le parti ventrali sono più chiare con dei riflessi fulvo-grigiastri. Il labbro superiore ha 8-9 pieghe ben distinte e ricoperto di corte setole. Le orecchie sono bruno-nerastre, larghe, unite anteriormente da una membrana a forma di V che si estende in avanti fino a formare una sacca con l'apertura posteriore che copre quasi il muso e che contiene una cresta di peli brunastri in entrambi i sessi. Il trago è piccolo e smussato, nascosto dall'antitrago il quale è ben sviluppato e semicircolare. Le membrane alari sono bruno-nerastre. La coda è lunga, tozza e si estende per più della metà oltre l'uropatagio. Il cariotipo è 2n=48 FNa=66.

## Biologia

### Comportamento
Si rifugia nelle cavità degli alberi. 

### Alimentazione
Si nutre di insetti volanti catturati negli spazi aperti..

## Distribuzione e habitat
Questa specie è diffusa in Costa d'Avorio, Ghana, Camerun, Gabon, Repubblica Centrafricana meridionale, Sudan del Sud, Repubblica Democratica del Congo settentrionale e Uganda occidentale.
Vive nelle foreste pluviali di pianura, foreste montane, foreste di palude e savane in prossimità delle foreste fino a 1.200 metri di altitudine.

## Conservazione
La IUCN Red List, considerato il vasto areale e la popolazione presumibilmente numerosa, classifica C.aloysiisabaudiae come specie a rischio minimo (Least Concern)).